# Llista dels sistemes operatius de Microsoft
El següent és una llista dels sistemes operatius de Microsoft.

## MS-DOS
- Mira les versions de MS-DOS per a una llista completa.

## Windows
- Windows 1.0 (1985)
- Windows 2.0 (1987)
- Windows 3.x (1990, 1992)
- Windows 95 (1995)
- Windows 98 (1998)
- Windows 2000 (2000)
- Windows ME (2000)
- Windows XP (2001)
- Windows Vista (2006)
- Windows 7 (2009)
- Windows 8 (2012)
- Windows 8.1 (2013)
- Windows 10 (2015)
- Windows 11 (2021)

## Windows NT
- Windows NT 3.1 (1993)
- Windows NT 3.5 (1994)
- Windows NT 3.51 (1995)
- Windows NT 4.0 (1996)
- Windows 2000 (NT 5.0) (2000)

Totes les versions de Windows després de Windows 2000 formen part de la família Windows NT.

## Windows CE
- Windows CE
- AutoPC
- Pocket PC 2000
- Pocket PC 2002
- Windows Mobile 2003
- Windows Mobile 2003 SE
- Windows Mobile 5
- Windows Mobile 6
- Smartphone 2002
- Smartphone 2003
- Portable Media Center
- Zune
- Windows Mobile

## Windows Phone
- Windows Phone 7 (2010)
- Windows Phone 8 (2012)
- Windows Phone 8.1 (2014)
- Windows 10 Mobile (2015)

## Xbox
- Programari del sistema Xbox
- Programari del sistema Xbox 360
- Programari del sistema Xbox One

## OS/2
- OS/2 1.0 (1987)
- OS/2 1.1 (1988)
- OS/2 1.2 (1989)
- OS/2 1.3 (1990)

## Altres sistemes operatius
- Distribucions de Microsoft Linux
- MIDAS
- Singularity
- Xenix
- Zune